# Alexander von Hahn

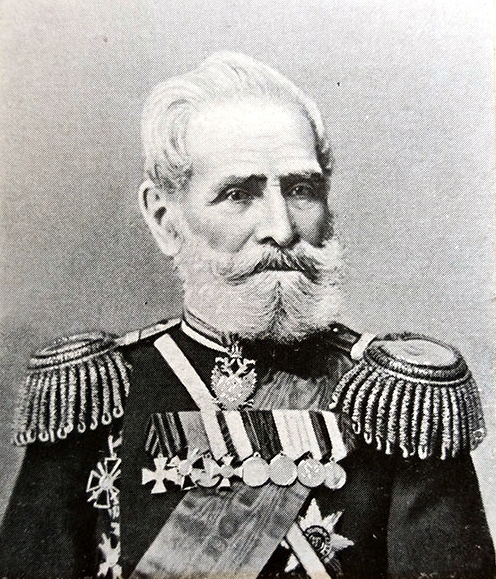
Alexander von Hahn

Alexander von Hahn (russisch Александр Фёдорович Ган Aleksandr Federowitsch Gan; * 25. Junijul. / 7. Juli 1809greg.; † 23. Februarjul. / 7. März 1895greg. in St. Petersburg) war ein russischer General der Infanterie.

## Leben

### Herkunft und Familie
Alexander von Hahn entstammte einer Mitte des 18. Jahrhunderts aus Mecklenburg nach Russland eingewanderten Familie. Obwohl eine Verwandtschaft zu den mecklenburgisch-baltischen von Hahn nicht erwiesen ist, bediente sich seine Familie deren Wappen. Seine Eltern waren der russische Postdirektor-Gehilfe und Wirkliche Staatsrat Friedrich August von Hahn († 1851) und Wilhelmine, geborene von Stryk aus dem Hause Palla (1778–1841).

### Werdegang
Hahn begann seine Laufbahn in der Kaiserlich Russischen Armee 1828 als Fähnrich bei der Garde. Er nahm in den Jahren von 1831 bis 1832 am Feldzug in Polen teil. 1842 avancierte er zum Major, stieg 1844 weiter auf zum Oberstleutnant und wurde 1850 schließlich Oberst. Er wurde 1859 Kommandeur des Brjansker Infanterie-Regiments. Im Krimkrieg erhielt er 1853 den Georgs-Orden IV. Klasse und wurde 1854 sowie 1855 ein weiteres Mal verwundet. Seine Beförderung zum Generalmajor hat er im Jahr 1857 erhalten und war von 1862 bis 1865 Chef des Stabes des Kiewer Militärbezirkes. Weiterhin avancierte er 1863 zum Generalleutnant und war von 1866 bis 1867 Kommandeur der 23. Infanterie-Division. In den Jahren von 1867 bis 1875 stand er als Chef den im Moskauer Militärbezirk stationierten Truppen vor und war von 1875 bis 1877 Kommandeur der 17. Infanterie-Division. 1877 wurde er Kommandeur des XIII. Armee-Korps und war von 1877 bis 1887 Mitglied des Alexander-Komitees für Verwundete. Hahn stieg 1878 zum General der Infanterie auf. Er war von 1885 bis 1887 auch Direktor eines Militär-Altersheims sowie Mitglied des Kriegsrats. 1886 wurde er zudem mit dem Wladimir-Orden I. Klasse ausgezeichnet.